# TP-Link
TP-Link Technologies Co., Ltd. (普联技术有限公司T) è un'azienda cinese di produzione e commercializzazione di apparecchiature di rete e telecomunicazioni. L'azienda, fondata nel 1996, ha quartier generale a Shenzhen.
Il portfolio di prodotti include router, switch, apparati per reti wireless, modem ADSL, adattatori di rete per PC, e dal 2015 anche smartphone col marchio Neffos, dotati di NFUI, variante di Android.

## Storia

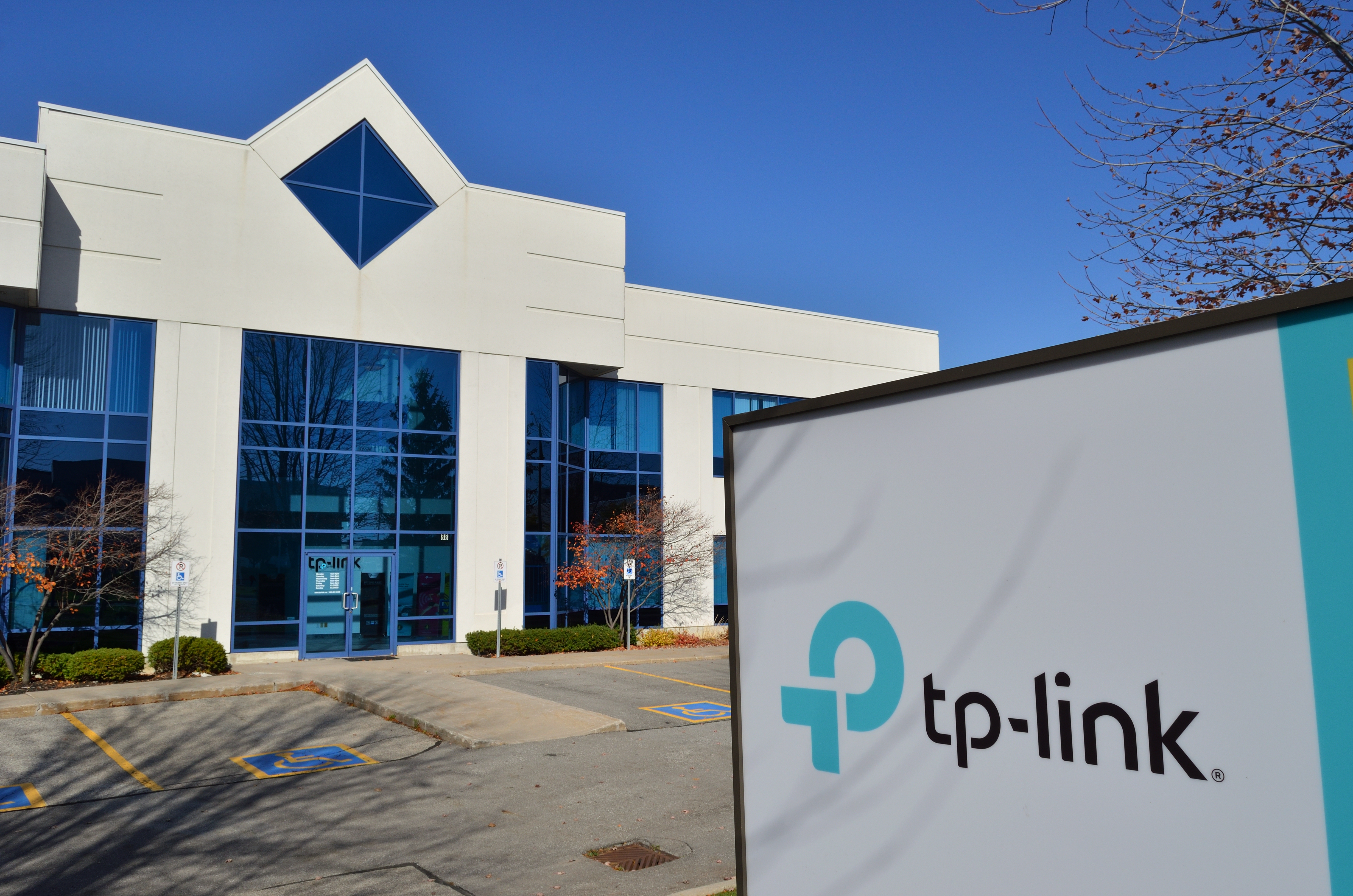
TP-Link Canada

TP-Link è stata fondata nel 1996 da due fratelli, Zhào Jiànjūn (赵建军) e Zhào Jiāxīng (赵佳兴). Il nome della società era basato sul concetto di "Doppino ritorto", una sorta di cablaggio elettromagnetico ottimizzato, da cui il "TP" (twisted pair) nel nome della società.
TP-Link ha iniziato la sua prima espansione internazionale nel 2005. Nel 2007 la società si è trasferita nella sua nuova sede di 100.000 metri quadrati nel parco industriale Hi-Tech di Shenzhen.
A settembre 2016, TP-Link ha presentato un nuovo logo e uno slogan "Reliably Smart" il nuovo logo è pensato per rappresentare l'azienda come un marchio "lifestyle" in quanto si espande in prodotti per la Domotica.
Nel 2022 TP-Link Corporation ha iniziato a separarsi da TP-LINK Technologies Co., Ltd. (TP-LINK) in Cina. Dopo la separazione, TP-Link Corporation è diventata un'entità autonoma in tutte le partecipazioni azionarie e in tutti gli aspetti operativi, come la forza lavoro, ricerca e sviluppo, produzione, marketing e servizio clienti.
Nel maggio 2024, TP-Link ha annunciato il completamento della ristrutturazione aziendale, con sedi centrali negli Stati Uniti e a Singapore. 
Nell'agosto 2024, la Commissione speciale della Camera dei rappresentanti degli Stati Uniti sulla competizione strategica tra gli Stati Uniti e il Partito comunista cinese ha chiesto al Dipartimento del Commercio degli Stati Uniti di indagare su TP-Link e le sue affiliate per potenziali rischi per la sicurezza nazionale.

## Loghi

Il logo usato dal 1996 al settembre 2016
Il logo in uso dal settembre 2016

## Gamma di prodotti
I prodotti TP-Link includono router wireless, smartphone, ADSL, ripetitori wireless, switch, telecamere IP, powerline, print server e Wireless USB.

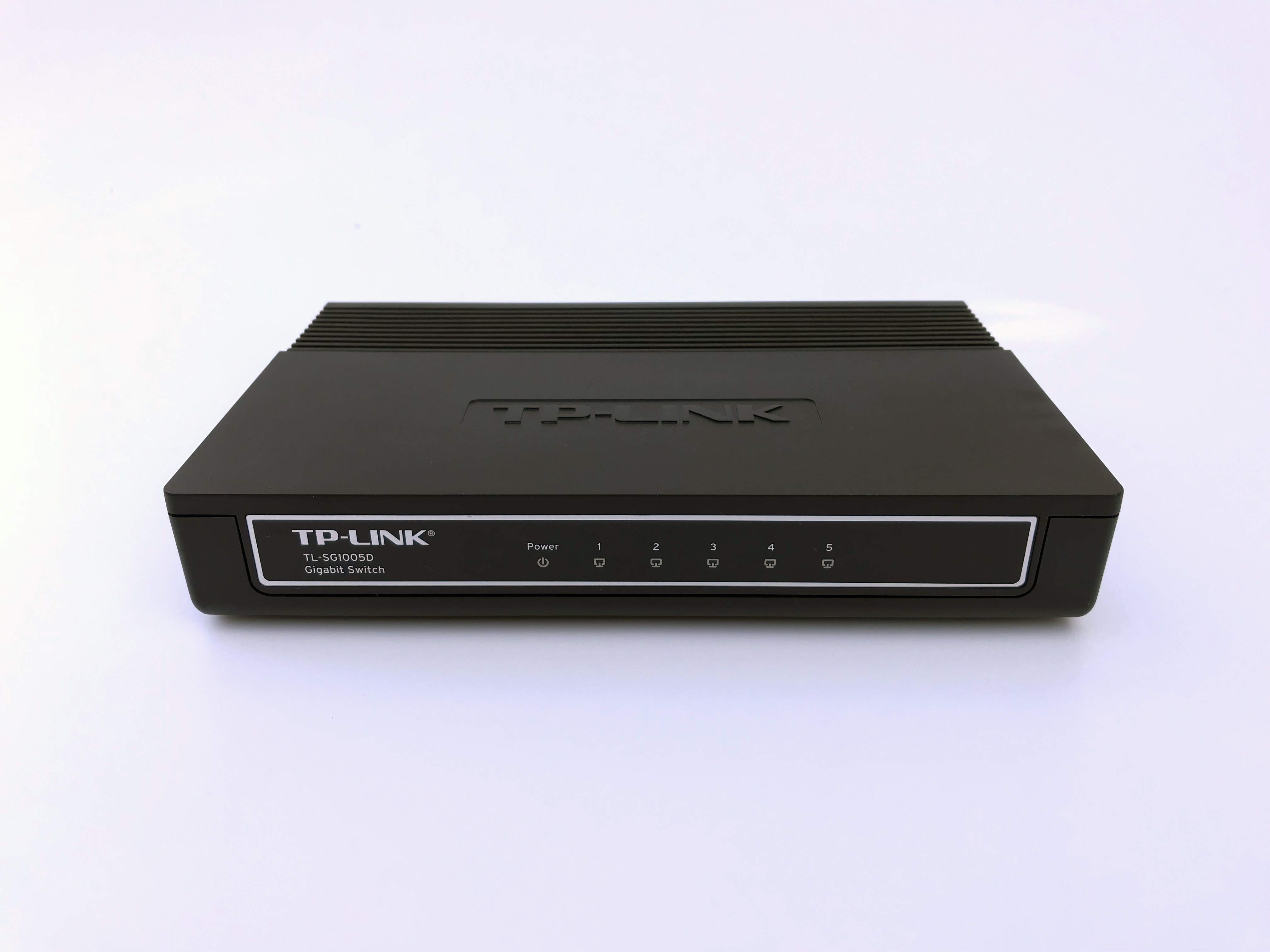
Uno switch Gigabit Ethernet a 5 porte prodotto da TP-Link

Nel 2016 l'azienda ha lanciato il nuovo marchio Neffos per smartphone.
TP-Link produce dispositivi internet per la casa sotto la linea di prodotti Kasa.
TP-Link vende attraverso più canali di vendita a livello globale, inclusi rivenditori tradizionali, rivenditori online, distributori all'ingrosso, rivenditori diretti di mercato, rivenditori a valore aggiunto e fornitori di servizi a banda larga.
I suoi principali concorrenti sono AVM, Netgear, D-Link, Linksys e ASUS.
Secondo un sondaggio della "Web Connect Italia" risulta che i suoi prodotti sono i più venduti nel mondo.

## Produzione
TP-Link è una delle poche principali aziende di reti wireless a produrre i propri prodotti internamente anziché in outsourcing a ODM.
La società afferma che questo controllo sui componenti e sulla catena di approvvigionamento è un fattore chiave per la differenziazione dalla concorrenza.